# Süleyman Paixà (fill d'Orhan)
Süleyman Paixà -en turc modern Süleyman Paşa- (Karajahisar 1316-Bolayur, setembre de 1357) fou un príncep otomà, fill d'Orhan i germà gran de Murat I.
Süleyman Pasha va néixer el 1306 com el fill gran del governant otomà Orhan I. La seva mare era la seva consort Efendize Hatun, encara que alguns creien que la seva mare era la concubina Nilüfer Hatun, que més tard també es convertiria en la mare del successor d'Orhan, Murad I. En realitat, Nilüfer va entrar a l'harem només el 1325, vint anys després del naixement de Süleyman.El 1346 Joan VI Cantacuzè (regent 1342 i emperador 1347-1354) es va aliar a Orhan, el que li va servir per entrar a Constantinoble el gener del 1347, però el preu d'aquesta aliança fou el matrimoni d'Orhan amb la filla del grec; no obstant Cantacuzè li va treure més partit a aquesta aliança en els següents anys.
El 1348 Joan VI va demanar ajut a Orhan contra el serbi Esteve Dušan que ocupava Tessàlia i el sultà li va enviar deu mil homes manats pel seu fill Süleyman, que van arribar a Macedònia però els soldats turcs quan van saber que havien de combatre a Dushan van desertar i van començar a saquejar la regió. El 1350 Joan VI va tornar a demanar ajut a Orhan per recuperar Tessalònica que estava en mans del rebel Aleix Motochites; altre cop Orhan va enviar el seu fill Süleyman amb 20.000 cavallers, que altre cop van desertar sense arribar a l'objectiu. El 1352 o 1353 Joan V Paleòleg, coemperador romà d'Orient, es va revoltar, i va atacar a Mateu Cantacuzè, fill de Joan VI prop d'Adrianòpolis. Joan VI va demanar ajut a Orhan que li va enviar altre cop al seu fill Süleyman amb 10.00 cavallers i aquesta vegada el príncep turc va aconseguir la victòria i Joan V fou derrotat i es va haver de refugiar a Tènedos amb els genovesos, perdent el tron. Joan V va intentar atreure al seu bàndol a Süleyman però aquest va restar lleial al seu pare i a Joan VI.
El 1352 Joan VI havia cedit als otomans la fortalesa de Tzimbi (després Chini o Jemenlik, avui Bolayır) a Tràcia, que havia de servir de base per si calia intervenir a l'imperi en favor dels Cantacuzè. La guarnició turca a Tzimbi va estar sota comandament de Süleyman Pasha. Quan el 1353 Cantacuzè va demanar a Orhan l'evacuació de Tzimbi una vegada derrotat Joan V, el sultà va respondre que no depenia d'ell, ja que el govern el tenia el seu fill Süleyman i que aquest només l'abandonaria a canvi d'alguna cosa; l'emperador va donar mil peces d'or i el sultà turc van enviar homes a Tzimbi per formalitzar la restitució (febrer del 1344). El 2 de març de 1344 un terratrèmol molt fort va destruir Gal·lípoli i viles de la rodalia i els habitants grecs les van abandonar. Süleyman Pasha, saltant-se l'acord del seu pare amb l'emperador, va creuar els Dardanels des de la seva base de Pegai a la costa asiàtica i es va instal·lar a la ciutat destruïda i a les altres viles de la vora; va restaurar les fortificacions i hi va instal·lar una guarnició; Cantacuzè va reclamar però Süleyman va al·legar que no les havia conquerit i que només s'havia establert en llocs en ruïnes; finalment Orhan va imposar un acord de restitució (a canvi de 40.000 peces d'or) però el pla no es va concretar perquè Orhan i Cantacuzè no es van trobar a Nicomèdia on havien previst entrevistar-se; a aquestes places mai foren restituïdes als romans d'Orient perquè el desembre Joan V, al que Süleyman havia combatut, va entrar victoriós a Constantinoble amb una flota donada pels Gattiluso i amb el suport popular i els primers dies de gener de 1355 Joan VI Cantacuzè va abdicar formalment deixant a Joan V Paleòleg com a únic emperador.
A l'estiu de 1344 Süleyman Pasha apareix dirigint un exèrcit cap a l'est on va conquerir les ciutats de Crateia (Gererde) i Angora que no se sap a mans de qui estaven. Al no ser esmentat per les fonts otomanes no se sap res més de la seva vida que els episodis esmentats, tots d'alguna manera relacionats amb l'Imperi Romà d'Orient i narrats per historiadors grecs. Si que consta però que va morir abans que el seu pare Orhan (que va morir vers 1359 o 1360) i la successió va correspondre al seu germà més petit Murat I.